# Oxalis pedunculata
Oxalis pedunculata là một loài thực vật có hoa trong họ Chua me đất. Loài này được (Chodat & Wilczek) Lourteig mô tả khoa học đầu tiên năm 2000.